# 特拉赫泰米里夫
49°58′36″N 31°20′11″E / 49.97667°N 31.33639°E
特拉赫泰米里夫（羅馬化：Trakhtemyriv）是位於烏克蘭中部切爾卡瑟州切爾卡瑟區博布里齊亞市鎮的村莊。該村面積6平方公里，海拔高度124米，2007年人口9，人口密度每平方公里1.5人。